# Naturschutzgebiet Käsbachtal
Das Naturschutzgebiet Käsbachtal liegt im Gemeindegebiet Odenthal im Rheinisch-Bergischen Kreis. Es erstreckt sich von Amtmannscherf nach Süden in das Käsbachtal hinein. Es stellt in diesem Bereich eine etwa 10 ha große Ergänzung für das rund 80 ha große Naturschutzgebiet Scherfbachtal dar.

## Beschreibung
Das Naturschutzgebiet umfasst das Kerbsohlental des Käsbachs mit mäandrierendem Bachlauf, Grünlandnutzung und eingestreuten Feldgehölzen. Es handelt sich um einen naturnahen Quell- und Fließgewässer-Lebensraum mit amphibischen und terrestrischen Kontaktlebensräumen innerhalb der Scherfbach-/Dhünn-Verbundachse.

## Naturschutz
Die Schutzausweisung ist erfolgt
- Zur Erhaltung eines naturnahen Bachtales mit einem artenreichen Biotopkomplex aus Feuchtgrünland und -brachen, Auwaldresten, Gehölzsukzessionen sowie einem reich strukturierten Gewässerlauf mit ausgeprägten Quellfluren,
- Zum Schutz und zur Erhaltung des naturnahen Gewässersystems,
- Zum Schutz und zur Erhaltung der differenzierten standörtlichen Bedingungen als Grundlage für die Struktur- und Artenvielfalt des Käsbachtales,
- Zur Erhaltung des vielfältigen Vegetationsmosaiks aus verschiedenen Feucht- und Nasswiesen sowie Hochstaudenfluren, Großseggenriedern und Sukzessionsstadien,
- Zur Erhaltung der gut entwickelten Ufergehölze,
- Zur Erhaltung und Sicherung der ausgeprägten Auwiese Quellfluren.[1]

Die Festsetzung dient insbesondere zur
Erhaltung und Entwicklung der charakteristischen und bemerkenswerten Arten:
Bachforelle, Flussnapfschnecke, Waldgrille, Bunter Grashüpfer, Gemeine Strauchschrecke u. a.

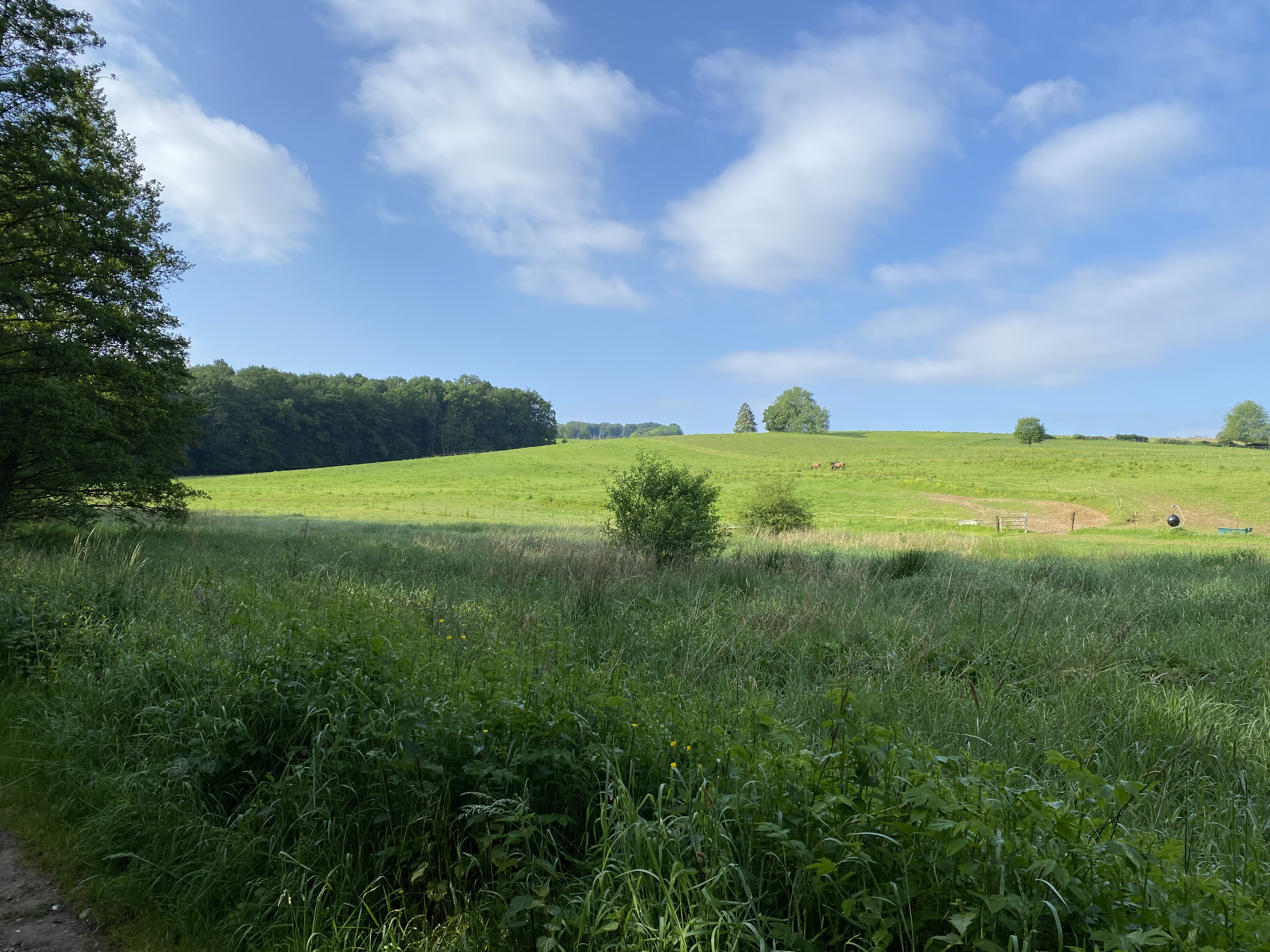
Naturschutzgebiet Käsbachtal
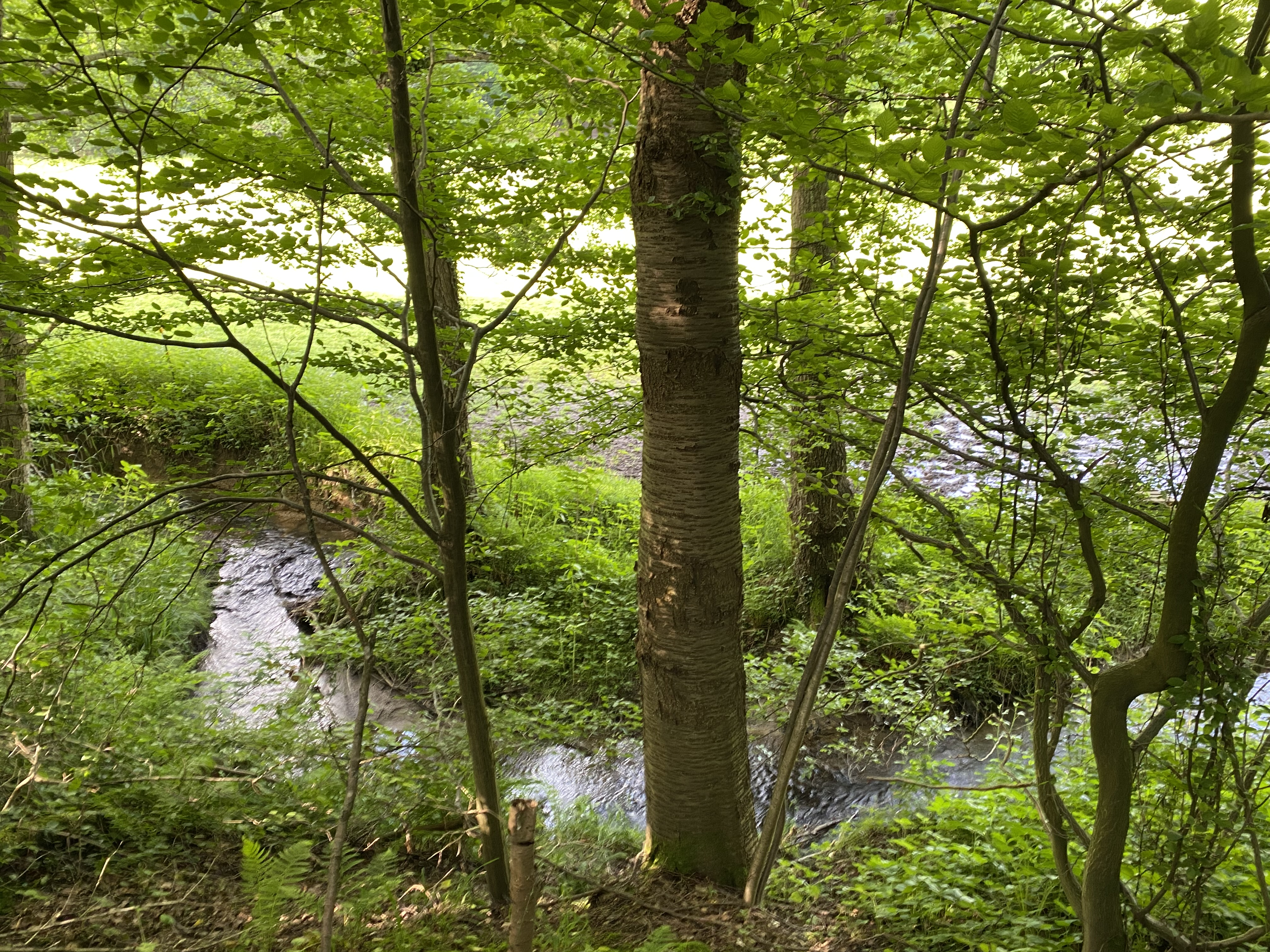
Käsbach im NSG
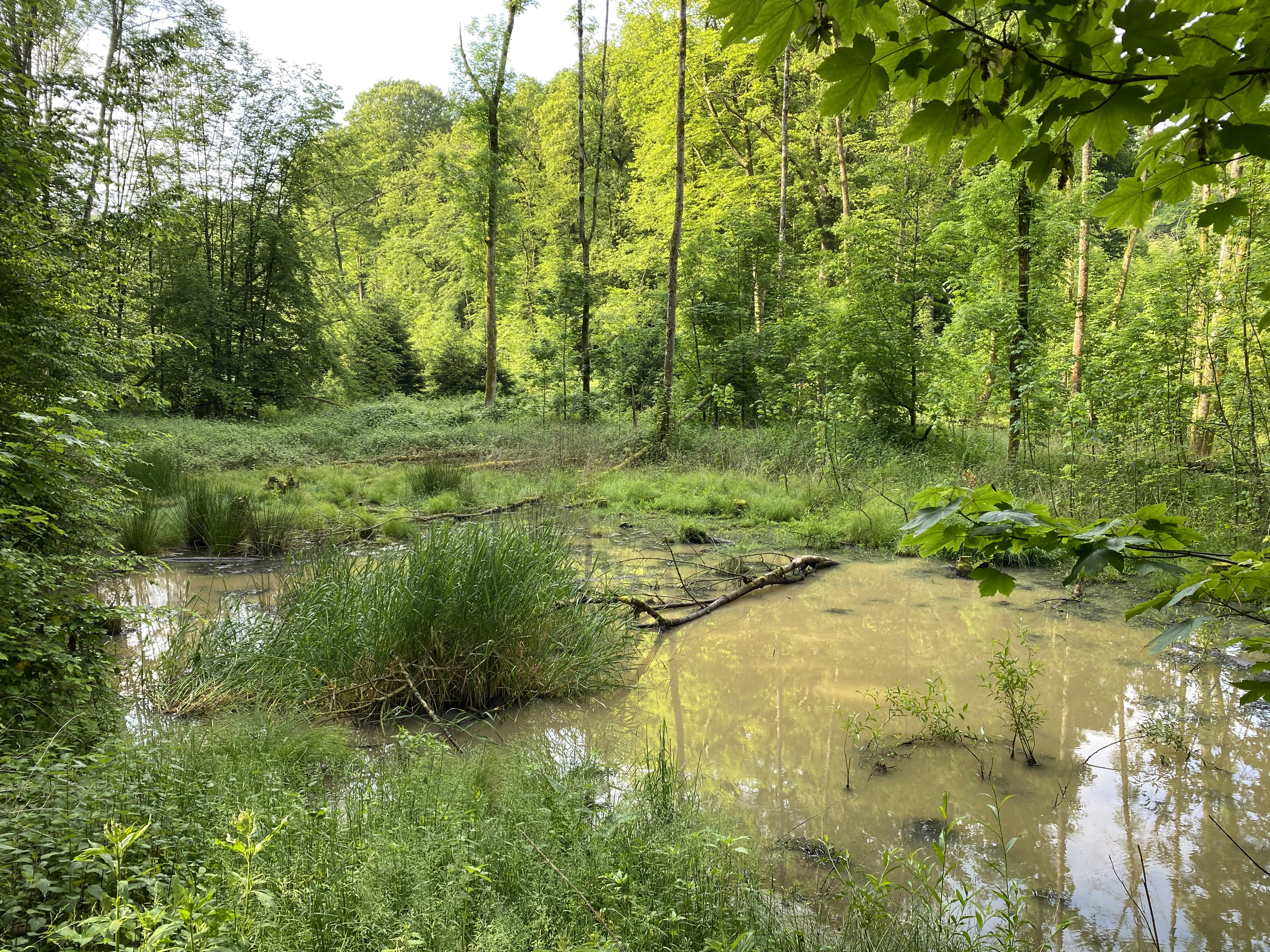
Feuchtgebiet im NSG
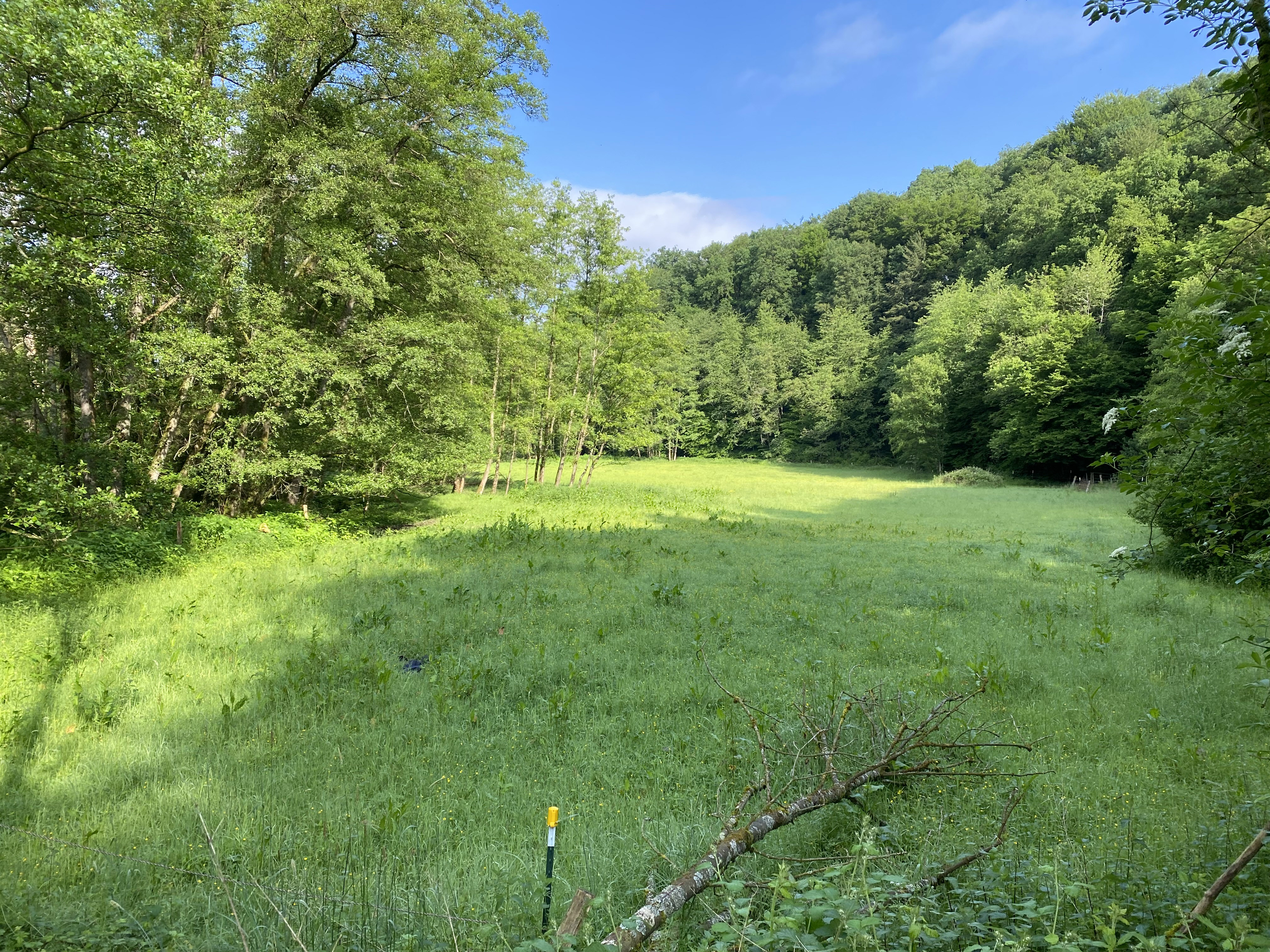
Auwiese im NSG
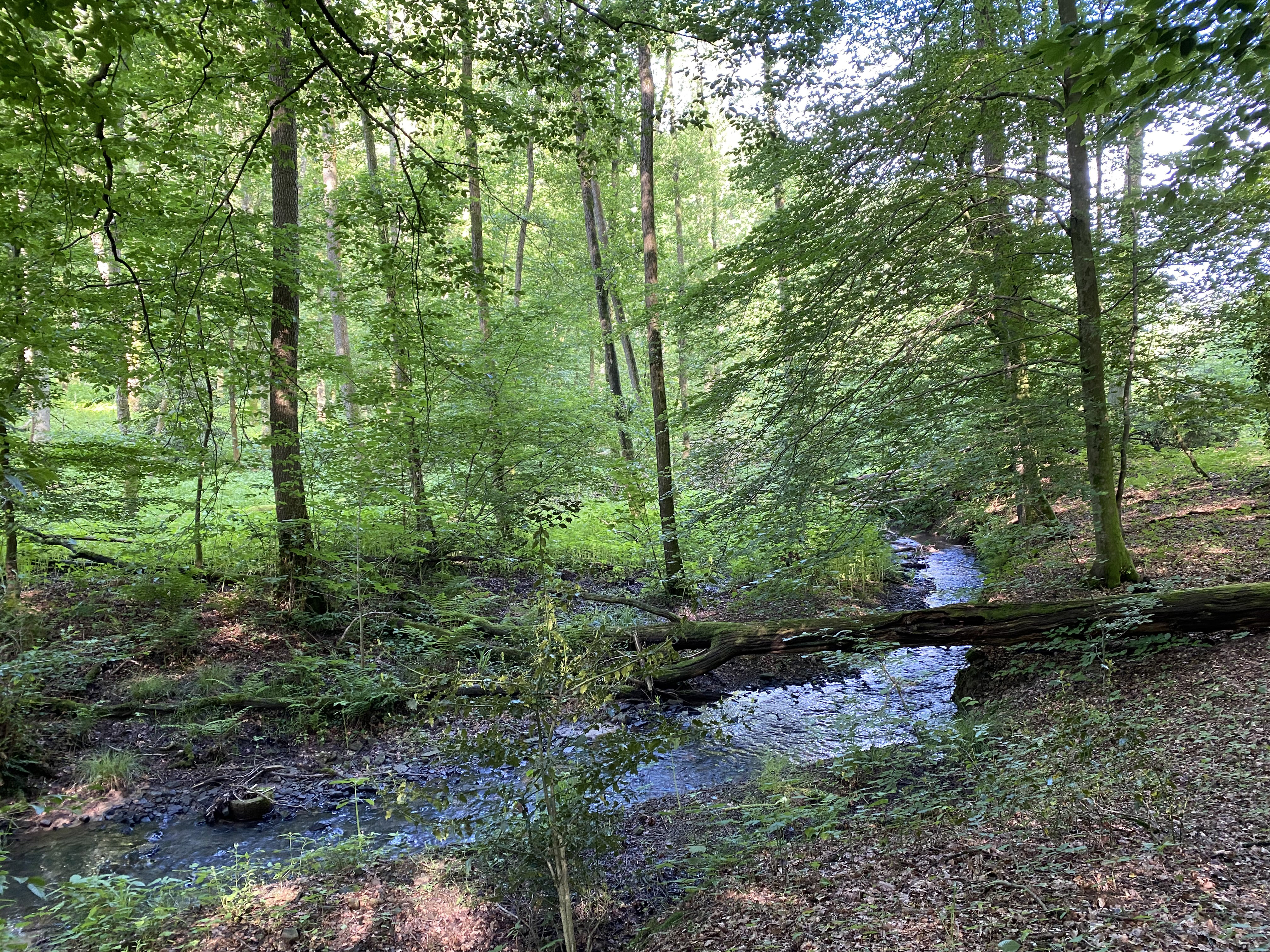
Erlen begleiten den Käsbach
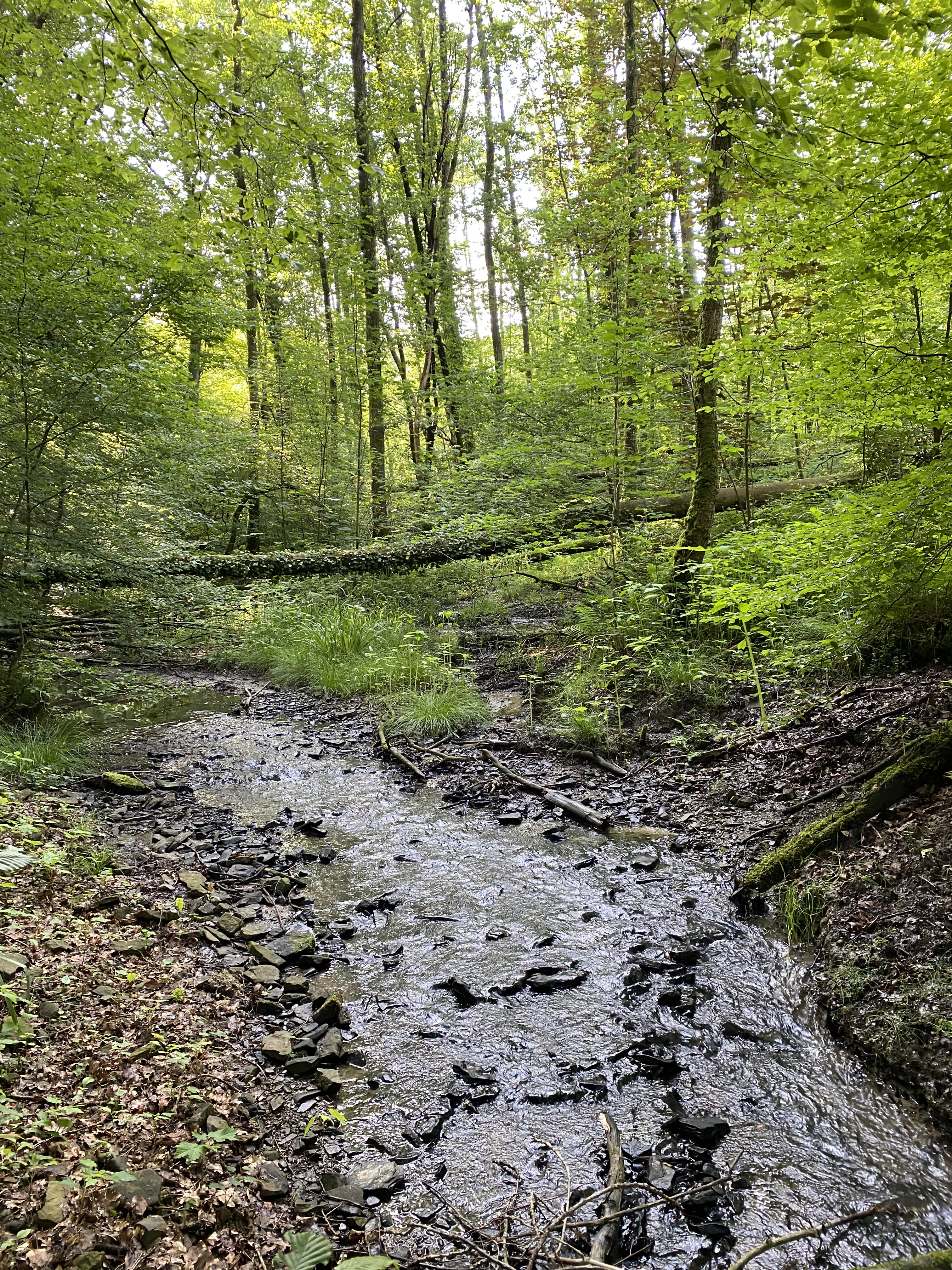
Käsbach im NSG